# Bernd Röpcke

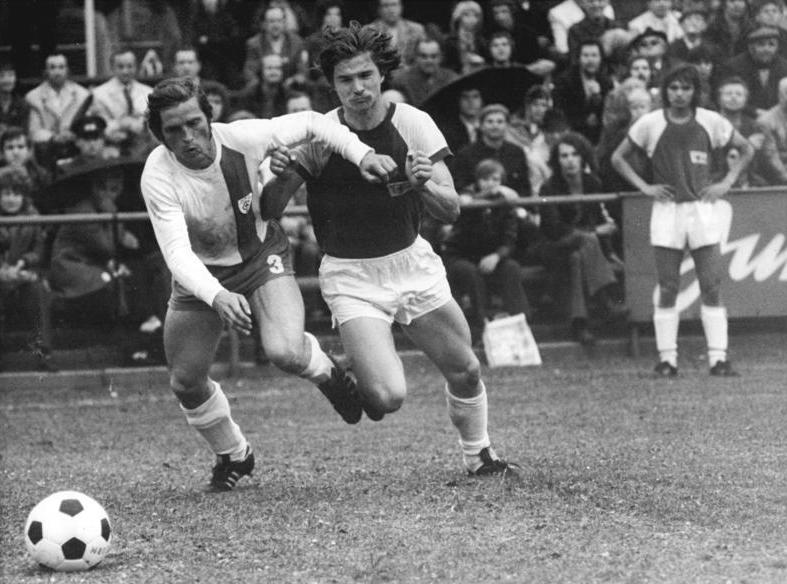
Bernd Röpcke (Mitte), in 1. FC Union Berlin im Jahr 1976

Bernd Röpcke (* 15. November 1951) war Fußballspieler in der DDR-Oberliga, der höchsten Spielklasse des ostdeutschen Fußballverbandes. Er spielte dort für den 1. FC Union Berlin und die BSG Chemie Leipzig. Röpcke ist sechsmaliger Junioren-Nationalspieler.

## Sportliche Laufbahn
Röpcke spielte bis 1969 in der Junioren-Oberligamannschaft des FC Hansa Rostock. 1969 kam er auch zu sechs Länderspieleinsätzen in der DDR-Juniorennationalmannschaft, war jedoch nur Einwechselspieler im Offensivbereich. Nachdem Röpcke für den Männerbereich spielberechtigt geworden war, kam er dort am 4. April 1969 in der 2. Mannschaft des FC Hansa im Punktspiel der zweitklassigen DDR-Liga BSG KKW Nord Greifswald – FC Hansa Rostock II (0:0) als rechter Flügelstürmer zum Einsatz. Bis zum Saisonende folgten noch fünf weitere DDR-Liga-Spiele. Den Sprung in die Oberliga schaffte der 1,79 m große Röpcke auch in den folgenden Jahren nicht. Bis 1971 absolvierte er 22 Punktspiele in der DDR-Liga für den FC Hansa II. Sein letztes Punktspiel für die Rostocker bestritt Röpcke am 4. Oktober 1970 als Mittelstürmer in der Begegnung Hansa Rostock II – SG Dynamo Schwerin (0:0). Anschließend trat er einen 18-monatigen Militärdienst an.
Nach seiner Entlassung spielte Röpcke ab Oktober 1972 für den DDR-Ligisten Schiffahrt/Hafen Rostock und absolvierte dort bis zum Ende der Saison 18 Punktspiele. Danach schloss er sich dem Oberligisten 1. FC Union Berlin an. Hier kam er am 9. Juni 1973 zu seinem ersten Oberligaeinsatz. Im Spiel Union – Hallescher FC (2:0) wurde er in der 70. Minute als Mittelstürmer eingewechselt und schoss bereits eine Minute später das 1:0 für seine Mannschaft. Bis zum Saisonende bestritt er weitere drei Punktspiele, jeweils als Wechselspieler. Union stieg ab und spielte 1973/74 in der DDR-Liga. Hier kam Röpcke in den 22 Punktspielen nur zweimal zum Einsatz, in der anschließenden Aufstiegsrunde, in der Union mit dem dritten Platz scheiterte, absolvierte er jedoch alle acht Spiele. In der Saison 1974/75 spielte Röpcke für den DDR-Ligisten Motor Nordhausen.
Im Sommer 1975 wechselte Röpcke erneut und schloss sich dem Oberligisten Chemie Leipzig an, wo bereits seit zwei Jahren sein ehemaliger Mannschaftskamerad Gerhard Brümmer spielte. Am 4. Spieltag der Saison 1975/76 trat Röpcke erstmals für die Leipziger in einem Oberligaspiel an, in der Begegnung BFC Dynamo – Chemie Leipzig (1:0) wurde er als Mittelstürmer eingesetzt. In der Regel auf dieser Position spielte er in dieser Saison insgesamt zwölfmal. Auch mit Chemie stieg Röpcke wieder in seinem ersten Jahr ab. Ohne Erfolg erreichten die Chemiker zweimal die Aufstiegsrunde, erst in der Spielzeit 1978/79 gelang die Rückkehr in die Oberliga, Röpcke war mit 27 Einsätzen und acht Toren am Erfolg beteiligt. Auch in der neuen Oberligasaison 1979/80 war er mit 22 Punktspieleinsätzen Stammspieler im Leipziger Angriff. Am 3. Mai 1980 bestritt Röpcke das letzte Oberligaspiel seiner Laufbahn. Am vorletzten Saisonspieltag wurde er in der Begegnung Dynamo Dresden – Chemie Leipzig (4:0) noch einmal in der 42. Minute eingewechselt. Damit hatte er innerhalb von sieben Jahren 38 Spiele in der DDR-Oberliga absolviert.
Als Freizeitfußballspieler schloss sich der Ingenieurpädagoge 1980 der Betriebssportgemeinschaft Baukombinat Leipzig an, die zu dieser Zeit in der drittklassigen Bezirksliga spielte. 1987 wurde Röpcke mit der Volkssportgemeinschaft Städtebau Leipzig Stadtpokalsieger.